# يبنيفلو
يبنيفلو (بالإنجليزية: Ebnefluh)‏ هو أحد جبال سلسلة جبال الألب البرنية وجزء من القمة الأم غليتشيرورن يقع في كانتون برن وكانتون فاليز، سويسرا. يبلغ ارتفاع الجبل حوالي 3962 متر، بينما يبلغ ارتفاع نتوء الجبل 198 متر.